# Шолохово (Никопольский район)
Шо́лохово (укр. Шолохове) — село,
Шолоховский сельский совет,
Никопольский район,
Днепропетровская область,
Украина.
Код КОАТУУ — 1222987001. Население по переписи 2001 года составляло 3230 человек.
Является административным центром Шолоховского сельского совета, в который, кроме того, входят сёла
Мироновка и
Ульяновка.

## Географическое положение
Село Шолохово находится на берегу рек Базавлук и Солёная,
ниже по течению реки Базавлук на расстоянии в 0,5 км расположен город Покров,
выше по течению реки Соленая на расстоянии в 3,5 км расположено село Хмельницкое.
На реках сделаны большие водохранилища.

## История
- Вблизи села Шолохово обнаружены поселения и курганные могильники эпохи бронзы (III — начало I тысячелетия до н. э.), скифского (V—III вв. до н. э.) и сарматского (II в. до п. э.) времени [2]. Обнаружены остатки поселения Черняховской культуры II—IV вв.
- Село возникло в 1740 году на землях, принадлежавших казацкой старшине Новой Сечи [3]}. В нем постоянно проживали семьи и челядь сечевой верхушки [4].
- После ликвидации Запорожской Сечи село Шолохово было превращено в государственную воинскую слободу; в 1782 году здесь зарегистрировано 215 постоянных жителей [5].
- В 1797 году воинские поселяне Шолохова имели в пользовании 4120 десятин пахотной земли, 275 десятин сенокосов, 5 — леса [6].

## Экономика
- ООО «Богдан».
- ФХ «Чипец».
- ФХ «Юг».

## Объекты социальной сферы
- Школа, дом культуры и фельдшерско-акушерский пункт.

## Достопримечательности
- Шолоховский (Токовский) каскадный водопад.
- Бронзовый бюст Павла Андреевича Тарана.

## Известные люди
- Таран, Павел Андреевич (1916—2005) — дважды Герой Советского Союза (1942, 1944), генерал-лейтенант авиации.
- Казимир, Иван Максимович — гвардии старшина, командир батареи 76 мм пушек. Полный кавалер ордена Славы.